# Stridsbåt 90H
För den mindre Stridsbåt 90E, se Stridsbåt 90E.

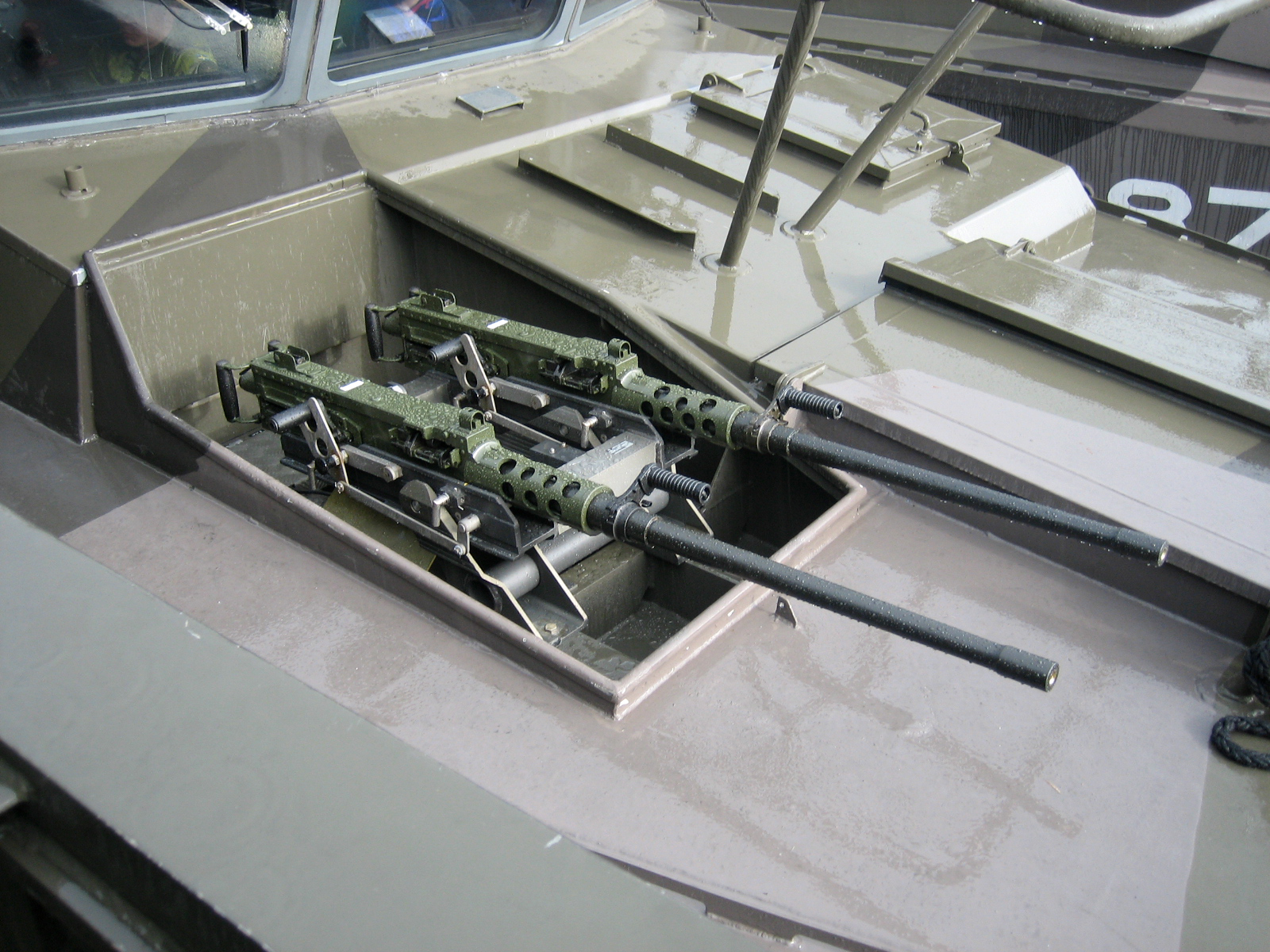
Två av stridsbåt 90:s 12,7 mm kulsprutor i båtens för.

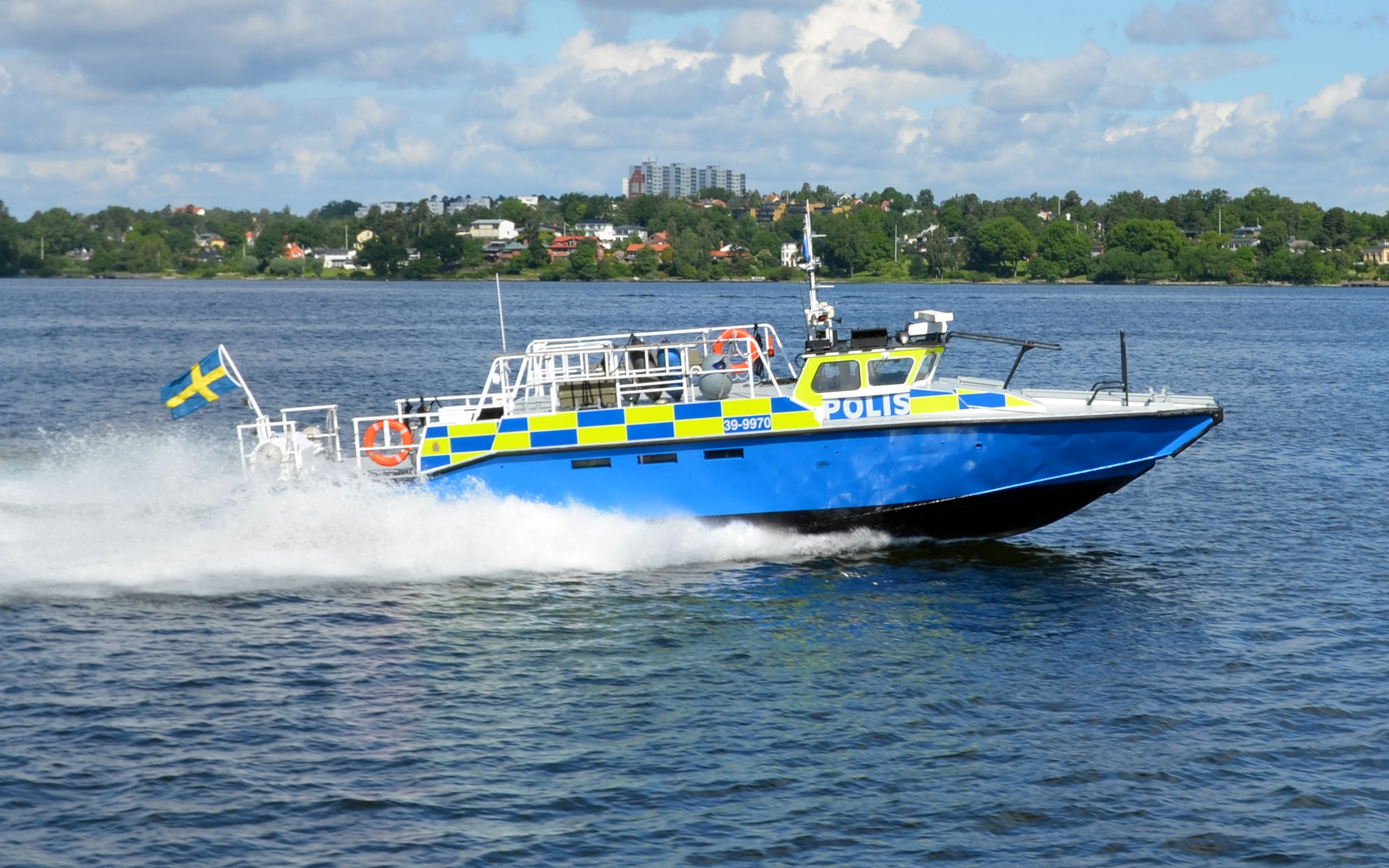
Polisbåt 39-9970, tidigare vid Sjöpolisen i Stockholm.

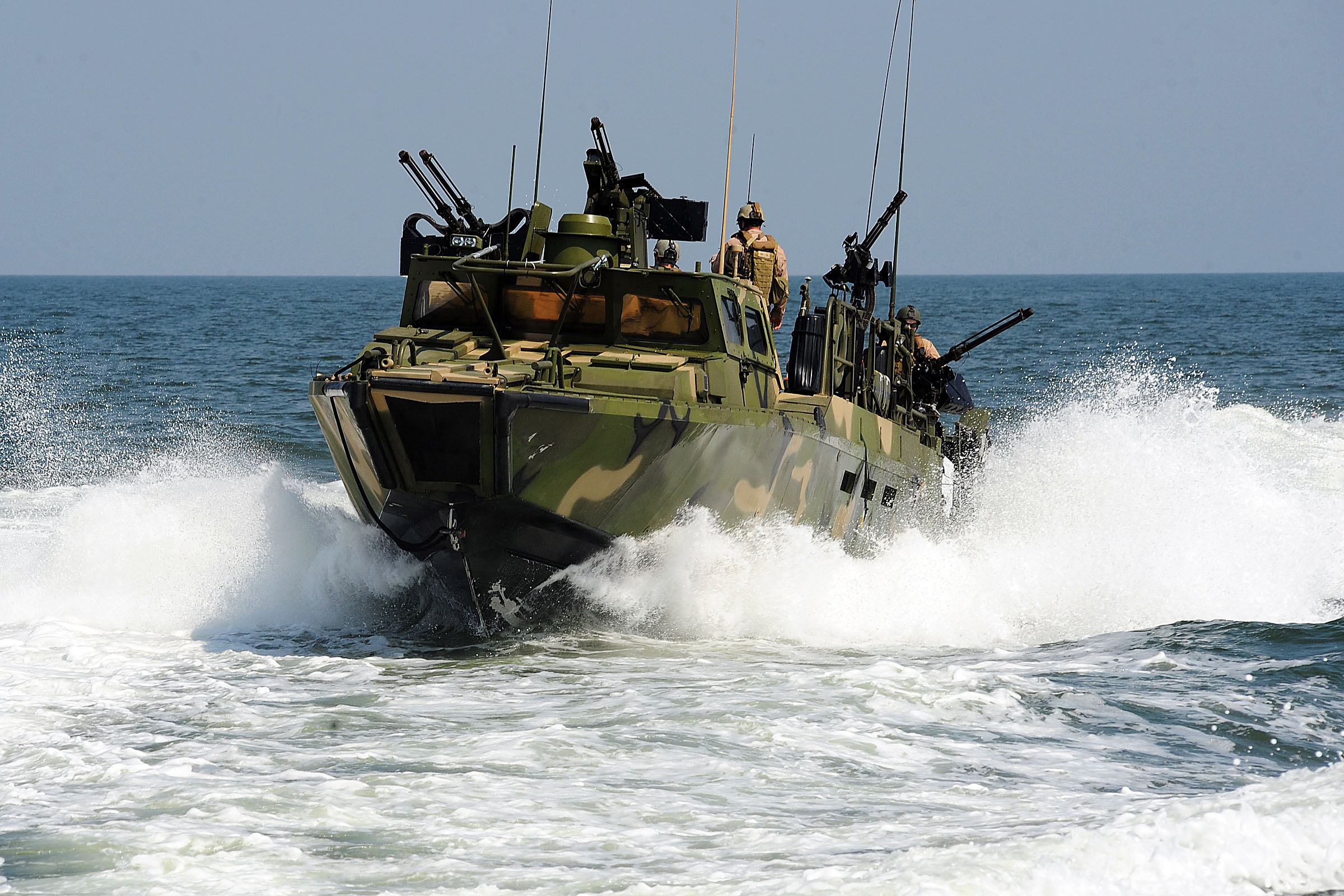
USA:s flotta kallar båten för RCB(X) – Riverine Command Boat (Experimental).

Stridsbåt 90H är en fartygsmodell som används av svenska marinen för förflyttning av trupp och materiel, och av Amfibiekåren för strid i skärgården.

## Prestanda
Stridsbåt 90H (H står för halv pluton) tar 18 fullt utrustade soldater. Båten finns även i versionen 90HS, där S står för skydd. 90HS är splitter- och NBC-skyddad. En mindre båttyp, Storebro Stridsbåt 90E (E som står för enkel), tar 10 fullt utrustade soldater (alternativt fyra bårar och två sjukvårdssoldater). Dessa är grundgående snabba fartyg och gör omkring 40 knop som väl lämpar sig för strid i skärgård eller floddeltan. Radarn på 90E är dock av lägre kapacitet jämfört med 90H.
Stridsbåt 90H har två FF-Jet 450 vattenjetaggregat som drivs av två Scania DSI 14 (två V8-motorer, totalt 1 250hk). Stridsbåt 90HS har två FF-jet 410 vattenjetaggregat som drivs av två Scania DSI 14 (två V8-motorer, totalt 1 350hk). Stridsbåt 90E FFJet 410 DSI 14 har en motor och en vattenjet. Dock är 90E något snabbare än 90H, 43,5 knop mot 39–40 som 90H gör.
Idag har de flesta stridsbåtarna genomgått LTF (livstidsförlängning) där ett antal saker bytts ut, tillkommit eller försvunnit. Motorerna på både H och HS är nu ersatta med två Scania DI 13 om 700hk vardera.
Stridsbåt 90E har nu nästan helt tagits ur tjänst.
Stridsbåt 90H kan utrustas med två 12,7 mm kulsprutor i fören (avfyras från förarplatsen), en 12,7 mm kulspruta alternativt en granatspruta i ringlavetten på mellandäcket (avfyras av skytt på däck) samt minor och amfibiebataljonens kontrollerbara minsystem M9, alternativt sjunkbomber.
Stridsbåt 90H utvecklades vid Dockstavarvet och är byggd i aluminium. Stridsbåt 90E är byggd i kolfiberarmerad vinylesterplast i sandwich-konstruktion av Storebro.
Stridsbåtarna används i Amfibiesystemet och framförs av en båtchef, en förare och en mekaniker. Alternativt av endast en båtchef och en förare där båtchefen agerar mekaniker.
Stridsbåt 90H ersatte de äldre trupptransportbåtarna av 200-typ.
Idag är ett antal båtar, både av version H och E, utlånade till bland annat Sjöräddningssällskapet, Sjöfartsverket och Polisen.

### Stöd till Ukraina
I februari 2024 meddelade den svenska regeringen att man skickar ett stödpaket till Ukraina, vari ingår tio stridsbåt 90 och 20 gruppbåtar. I januari 2025 meddelades att Sverige skulle skicka ännu ett stödpaket till Ukraina, bestående av (bland annat) ytterligare 16 stridsbåt 90.

## Andra versioner
- Stridsbåt 90 L, bataljonsledningsbåt
- Stridsbåt 90 KompL, kompaniledningsbåt
- Stridsbåt 90 HS, 27 stycken modifierade för utnyttjande i internationella uppdrag med bland annat ballistiskt skydd. [4]
- Stridsbåt 90 Polis
- Stridsbåt 90 SUC 16,5 (Sport utility craft) Civil version: Sommaren 2009 levererades två båtar i lyxversion till dess köpare.[5]
- Räddningsbåt (ombyggda Stridsbåt 90)

## Tillbud och olyckor
- I mitten av 1999 körde en båt in i en betongpir med en fart av cirka 30 knop. Av de åtta ombordvarande skadades sju mer eller mindre allvarligt, den åttonde klarade sig utan skador.
- I april 2003 körde en Stridsbåt 90H upp på land öster om Instön i närheten av Marstrand på västkusten.
- Den 13 juni 2004 kolliderade två Stridsbåt 90 när en körde in i och upp på aktern på den andra i närheten av Sollenkroka. Två värnpliktiga ombord på den påkörda båten omkom.
- Under natten den 24 oktober 2006 sjönk en båt (848) vid Hamnudden öster om Utö. Samtliga 16 ombord överlevde utan skador. Båten tog plötsligt in vatten från fören och sjönk på mindre än tio minuter. När båten sjönk rådde grov sjö och stridsbåtarna hade framförts i 11 knops fart.
- Den 20 maj 2008 omkom en värnpliktig efter att ha blivit skjuten då hans stridsbåt kört innanför skjutgränsen på Utö skjutfält.[6]
- Vid en uppvisning i samband med Kanalfesten i Söderköping den 22 augusti 2009 körde en Stridsbåt 90 upp på land. Ingen människa skadades i samband med olyckan.[7]
- Den 29 maj 2010 uppstod en brand i motorrummet ombord på en stridsbåt, varpå en officer fick andra gradens brännskador. Olyckan skedde i Roslagen under en pågående övning.[8]

## Tillverkning
- Prototyper: 1989 (Helge och Helga)
- Serie 1: 1991–1992
- Serie 2: 1993–1996
- Serie 2B: 1996–1997

## Användare
GreklandGreklands kustbevakning: 3
 MalaysiaMalaysias flotta: 5 enheter CB90, 12 enheter CB90HEX, stationerade i östra Malaysia (Sabah & Sarawak)
 MexikoMexikos flotta: 48
 NorgeNorges marinförsvar: 20
 PeruPeruanska flottan: 24 SIMA Peru kommer, på uppdrag av den Peruanska flottan, i samförstånd med Dockstavarvet, ett dotterbolag till den svenska koncernen SAAB, bygga de första 2 ultrasnabba stridsbåtarna av totalt 24 som kommer att användas på den peruanska kusten. 
 SverigeSvenska marinen: 147 
Sjöpolisen, tidigare 39-9950 och tidigare 39-9970
 USAUSA:s flotta: 2
 UkrainaUkrainas försvarsmakt:  2024 utlovades sammanlagt 16 exemplar av stridsbåt 90 som del av Sveriges 15:e och 17:e stödpaket till Ukraina. I Sveriges 18:e stödpaketet presenterat den 30 januari 2025 meddelades det att ytterligare 16 exemplar skall doneras. 3 stridsbåt 90 har levererats till Ukrainas militära underrättelsetjänst av den ukrainska organisationen Steel front medan 3 stridsbåt 90 utlovats av Nederländerna.